# Maserati GranTurismo
O Maserati GranTurismo é um cupê esportivo da Maserati, desenvolvido em 2007 em parceria com a Ferrari. Sua primeira geração foi descontinuada em 2019, com uma nova geração sendo introduzida em 2023.